# Ulrich Meyer (Abt)

Ulrich Meyer (um 1694)

Ulrich Meyer SOCist (* 21. Januar 1647 in Mellingen; † 9. Juni 1694 in Wettingen) war ein Schweizer Zisterzienser und Abt des Klosters Wettingen.

## Leben
Ulrich Meyer, Sohn des Kleinrats Nikolaus Meyer, legte 1666 im Kloster Wettingen die Ordensgelübde ab und wurde 1671 in Konstanz zum Priester geweiht. Nachdem er im Kloster verschiedene Ämter versehen hatte, u. a. hatte er an der Hauslehranstalt unterrichtet, wurde er 1683 Prior und 1686 zum Abt gewählt. In diesem Amt blieb er acht Jahre. Während dieser Zeit liess er 1694 in der Klosterdruckerei die Werke «Geometrischer Grundriß aller Marken der Gerichtsherrlichkeit deß Gottshauses Wettingen» (1683) und «Archiv Dess Hochloblichen Gottshaus Wettingen» (1684) drucken, wovon letzteres rund 1000 Urkunden und andere Dokumente enthält. Anlass für beide Werke waren wohl Streitigkeiten um Rechte und Gerichtsrechte mit der Stadt Baden und dem Kloster Einsiedeln. 